# Mikroregion Domašovsko
Mikroregion Domašovsko je svazek obcí v okresu Brno-venkov, jeho sídlem je Domašov a jeho cílem je regionální rozvoj obecně, cestovní ruch a životní prostředí. Sdružuje celkem 5 obcí a byl založen v roce 1993.

## Obce sdružené v mikroregionu
- Domašov
- Javůrek
- Litostrov
- Říčky
- Rudka